# Sistre
Ne doit pas être confondu avec cistre.

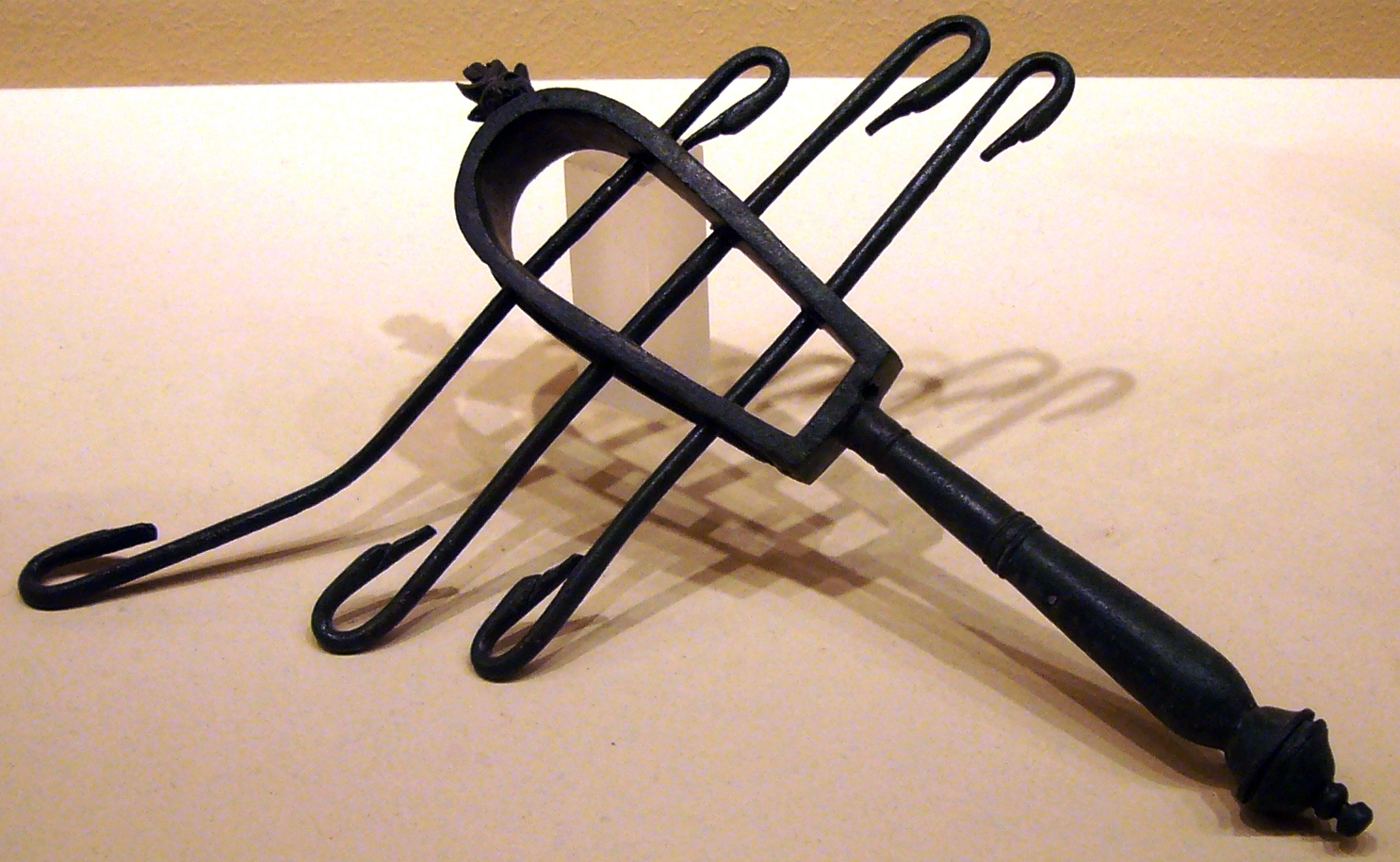
Un sistre romain.

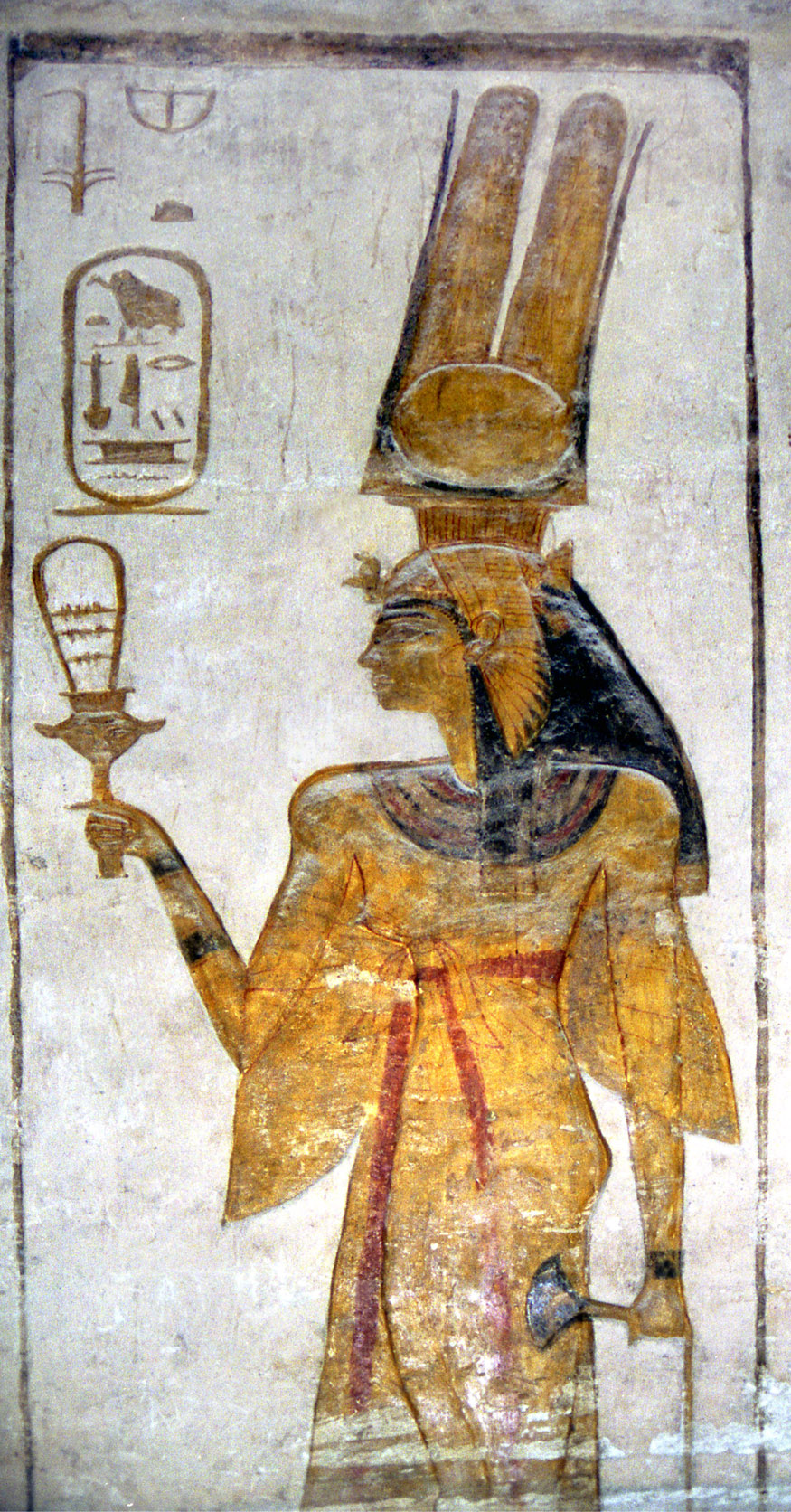
Néfertari représentée avec un sistre dans sa main droite et une fleur de lotus dans la gauche - temple d'Abou Simbel.

Le sistre (du latin sistrum, lui-même issu du grec σεῖστρον / seistron) est un instrument de musique de la famille des percussions et de la sous-famille des idiophones. Il est généralement constitué d'un cadre dans lequel sont enfilées des coques de fruits, des coquilles ou des rondelles métalliques qui s'entrechoquent.
Dans les représentations de l'Antiquité, il consiste en une poignée soutenant un arc de bronze ou de laiton, large de dix à trente centimètres, traversé de tringles mobiles ou supportant des anneaux. Lorsqu'on secoue l'instrument, les petits anneaux ou bagues de métal fin enfilées sur les tringles peuvent tinter en s'entrechoquant. Dans le cas du sistre d'époque hellénistique et romaine, ce sont les tringles qui choquent l'arc directement en coulissant.

## Étymologie
Le nom vient du verbe grec σείω, seio, « secouer », et le mot σείστρον, seistron, désigne un objet que l'on secoue.

## Histoire

### Le sistre égyptien
Le sistre était un instrument sacré de l'Égypte ancienne. Peut-être venu du culte de Bat, il était utilisé lors des danses et des cérémonies religieuses, particulièrement celles dédiées à la déesse Hathor, la forme en U de la poignée et du bâti de l'instrument rappelant l'effigie de cette vache divinisée. C'était un instrument sacré  uniquement joué par les prêtresses. On faisait retentir des sistres pour conjurer les crues du Nil et pour éloigner Seth.
Isis, déesse-mère et génitrice universelle, était représentée avec dans une main un seau symbolisant les crues du Nil, et dans l'autre main un sistre. La déesse Bastet est également représentée avec un sistrum, rappelant son rôle de déesse de la danse, de la joie et des fêtes.
Outre les bas-reliefs égyptiens représentant des danses et des fêtes, le sistre est également mentionné dans la littérature égyptienne. Il y avait plusieurs hiéroglyphes différents pour désigner le sistre (voir ci-contre).

### Le sistre aujourd'hui

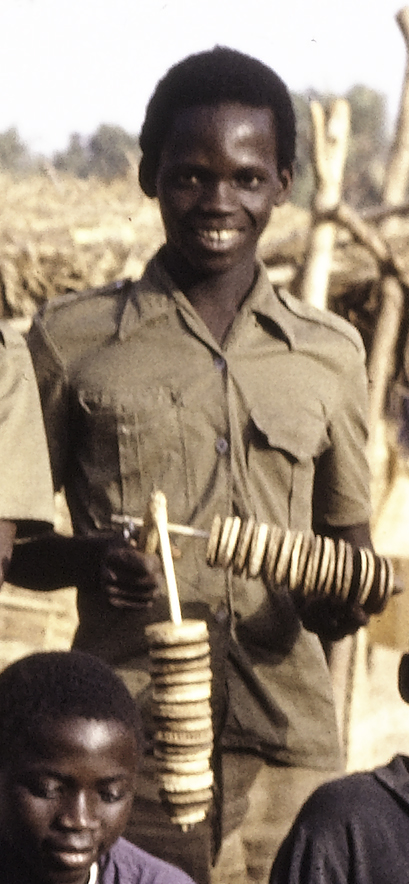
Sistre, Ziguinchor, Sénégal, 1973.

Le sistre a connu un regain de notoriété au XIXe siècle dans la musique symphonique, mais de nos jours il a été supplanté par le tambourin. Le sistre, lorsqu'on le secoue promptement et sèchement, incite à la danse. La scansion au sistre, à l'instar du tambourin, est associée aux cérémonies religieuses accompagnées de transes et de transports extatiques, que cela soit pour évoquer le serpent à sonnette sacré Hathor de l'Égypte ancienne, pour les messes des Églises pentecôtistes, les chansons et danses des Roms, les concerts de rock, ou pour donner du volume à un tutti dans une œuvre orchestrale. L'instrument est mentionné dans le poème Charleroi de Verlaine.
Les chrétiens coptes et les chrétiens d'Éthiopie utilisent toujours des sistres lors de l'office religieux.
Le barcoo dog, un instrument de musique utilisé dans la musique traditionnelle des bergers du Bush australien, est une forme de sistre.

## Air célèbre
- « Les tringles des sistres » de l'opéra Carmen de Georges Bizet